# Pierre Salmon
Pierre Le Fruitier, dit Pierre Salmon, est un agent politique et écrivain ayant vécu sous le règne de Charles VI (fin du XIVe -début du XVe siècle), conseiller et familier du roi.

## Œuvre
Il est l'auteur d'un recueil de textes en moyen français intitulé (dans l'édition Crapelet) Les Demandes faites par le roi Charles VI, touchant son état et le gouvernement de sa personne, avec les réponses de Pierre Salmon, son secrétaire et familier, ou plus simplement Dialogues de Pierre Salmon et Charles VI. Cet ouvrage existe en deux versions quelque peu différentes, conservées dans deux manuscrits contemporains richement enluminés : la première, datant de 1409, dans Français 23279 (dit « manuscrit de Paris »), avec une miniature représentant l'auteur offrant au roi le splendide volume; la seconde, datant de 1412/15, dans un manuscrit de la Bibliothèque de Genève, le manuscrit de la Bibliothèque de Genève, ms. fr. 165 (dit « manuscrit de Genève »).
L'ouvrage est constitué, dans la seconde version, de quatre parties. Les deux premières parties sont identiques dans les deux versions : la première, sous forme de demandes de la part du roi et de réponses de son conseiller, traite des devoirs du roi et de ses serviteurs (c'est un texte représentant le genre médiéval du Miroir des princes) ; la seconde est une suite de questions-réponses portant sur des sujets théologiques. La troisième partie, la plus précieuse pour les historiens, comporte le récit des faits auxquels Salmon avait assisté au cours de ses missions (depuis 1396), ainsi que la transcription de lettres envoyées ou reçues par lui à ces occasions (ce sont des sortes de mémoires politiques, précédés par la lettre par laquelle le roi lui demandait ce récit). Le manuscrit de Paris se termine abruptement par une lettre du duc de Bourgogne Jean sans Peur au pape Alexandre V (1409). Le manuscrit de Genève débute avec la reprise du récit par Salmon en 1407 et les lettres reproduites procèdent d'une sélection parmi celles qui figurent dans la première version ; en revanche, la narration se prolonge jusqu'en 1411. Cette version est d'autre part dotée d'une quatrième partie, aussi longue que les trois autres réunies, qui est un pastiche en moyen français de la Consolation de Philosophie de Boèce.

## Éléments biographiques
La biographie de Pierre Le Fruitier est essentiellement connue par ce qu'il en dit lui-même, donc pour la période 1396-1411, dans un récit parfois sujet à caution. Seuls quelques documents extérieurs ponctuels s'y ajoutent. La difficulté de le cerner est aggravée par le fait qu'il existe au moins un contemporain homonyme (« Pierre Salmon »), un religieux cordelier qui apparaît à plusieurs occasions, et peut-être d'autres.

### En Angleterre et aux Pays-Bas
Son récit commence au moment du mariage d'Isabelle de France avec le roi Richard II d'Angleterre, célébré en l'église Saint-Nicolas de Calais (début novembre 1396). La jeune reine obtient de son nouvel époux de conserver quelques Français auprès d'elle, et Salmon en fait partie. Le voilà donc en Angleterre, à la cour de Richard II qui se sert de lui comme messager auprès de Charles VI et de son oncle, le duc de Bourgogne Philippe le Hardi. Un jour, le roi d'Angleterre le prend à part dans son oratoire et lui demande si c'est le duc d'Orléans son frère qui tient le roi de France « en telle subjection et si honteuse » (allusion à la maladie mentale de Charles VI) ; Salmon se contente d'une réponse prudente et équivoque (disant que ce n'est pas à lui à répondre à cette question).
Il quitte la cour d'Angleterre et rentre à Paris en 1398 (précipitamment, car un agent du duc de Bourgogne l'a menacé de dire à son patron qu'il « machinoi[t] en Angleterre un grant mal contre la personne du Roy et du royaume de France »). N'ayant pas d'argent pour le voyage, il a « emprunté » au confesseur de la reine une petite lanterne en or pour la mettre en gage, mais il est accusé de s'être également servi dans les joyaux de la souveraine. Fort ennuyé, et soucieux de se disculper, il reprend le chemin de l'Angleterre, mais en faisant un crochet par Notre-Dame de Hal pour accomplir un vœu qu'il avait négligé jusque-là. C'est en cet endroit que lui apparaît pour la première fois un « moine vestu de blanc » qui le charge de transmettre à Charles VI certains secrets, et pour prouver qu'il mérite créance lui prédit la chute de Richard II et la mort violente du duc d'Orléans.
Quand il est de retour à Londres en 1399, c'est le moment de l'affrontement final entre Richard II et Henri de Lancastre. Il se rembarque alors en compagnie d'un écuyer de l'archevêque de Cantorbéry, Thomas Arundel, qui se trouve en exil à Utrecht. L'archevêque partant pour Rome, Salmon reste quelque temps à Utrecht. Le mystérieux moine blanc lui apparaît une seconde fois, pour le presser d'accomplir la mission qu'il lui a confiée auprès de Charles VI. En fait, Salmon est surtout sans le sou : il écrit trois lettres au roi, au chancelier et à Michel de Creney (évêque d'Auxerre et confesseur du roi) pour leur signaler que le Ciel l'a chargé d'une importante mission auprès du souverain et qu'il a besoin d'argent pour l'exécuter.
Il reçoit une somme envoyée par le chancelier, accourt à Paris, mais y est incarcéré, il ne dit pas pourquoi. Remis entre les mains de l'évêque de Paris, il est bientôt relâché, mais malade, et se retire « un grant temps » dans l'« hostel » de ses parents pour se rétablir. Il se rend ensuite à la cour pour délivrer son mystérieux message au roi, retourne à Notre-Dame de Hal pour y porter des offrandes de remerciement de la part du souverain, et fréquente ensuite la cour, comme conseiller du roi et de son frère le duc d'Orléans, qui lui accorde visiblement beaucoup moins d'attention.
Dans les années suivantes, on trouve trace de deux procès perdus par « Pierre ou Perrin Le Fruitier, dit Salmon » : un en 1402/03 aux Requêtes de l'hôtel du roi, où il demande qu'on reconnaisse ses droits sur l'office de sergent du bailliage d'Amiens ; un autre en 1406 au Parlement où il réclame une prébende de chanoine à Soissons. En 1406, un « Pierre Salmon », qualifié de conseiller du roi et de visiteur général de son domaine et de ses bâtiments, est anobli.

### Autour des papes
En 1407, Salmon se souvient que le moine blanc, lors de sa dernière apparition à Utrecht, lui a fixé comme prochain lieu de rencontre la Basilique Saint-Pierre de Rome. Il est soucieux de trouver un moyen de rétablir la santé du roi. Il sollicite un congé et l'obtient, et est en même temps chargé d'une lettre du roi au pape Benoît XIII et d'une autre au maréchal Boucicaut, gouverneur de Gênes et de Savone, pour qu'il organise au mieux la conférence prévue dans cette deuxième ville entre les deux papes rivaux, Benoît XIII et Grégoire XII.
Salmon quitte Paris en août 1407 et arrive le 28 de ce mois à Grasse (Benoît XIII habite alors un château à deux lieues de cette ville). Il est reçu par le pape, qui témoigne d'un vif désir d'en finir avec le schisme, puis il prend la direction de Monaco, où séjourne le maréchal Boucicaut. En chemin, il rencontre à Nice et à Villefranche-sur-Mer des ambassadeurs du roi Charles VI qui reviennent de Rome : Simon de Cramaud (patriarche latin d'Alexandrie) et les évêques de Beauvais (Pierre de Savoisy), de Cambrai (Pierre d'Ailly) et de Meaux (Pierre Fresnel). Il rejoint Boucicaut à Monaco, puis ils se rendent sur l'Île Saint-Honorat, où s'est installé Benoît XIII. Quatre jours plus tard, le pape et Boucicaut se rendent ensemble à Nice, et le maréchal, devant s'absenter, recommande à Salmon de s'assurer que Benoît XIII viendra bien à Savone. Dès que la chose paraît décidée, Boucicaut fait partir Salmon pour Paris avec des lettres contenant les réponses du pape au roi et au duc de Berry.
Salmon est de retour à Paris le 1er octobre. Mais peu après arrive la nouvelle que la rencontre de Savone a finalement été annulée. Le 5 décembre, Salmon repart avec de nouvelles lettres pour Benoît XIII et Boucicaut (entretemps, le duc d'Orléans a été assassiné à Paris le 23 novembre). Il débarque à Gênes le 4 janvier 1408 (« nouveau style », 1407 à l'époque), et se rend avec le maréchal à Porto Venere où se trouve alors Benoît XIII. Le roi et le duc de Berry annonçant dans leurs lettres que la soustraction d'obédience va être prononcée à Paris, l'audience se passe très mal, et Salmon a sujet d'être « mal content de ces deux seigneurs », le pape et le maréchal.
Ensuite Salmon, ayant rempli sa mission, décide de se diriger vers Rome, où il n'oublie pas que le moine blanc lui a fixé rendez-vous. Mais arrivé à Sienne, il apprend que le Latium est occupé par les troupes de Ladislas de Naples. Il retourne alors à Pise, puis à Lucques, où se trouve Grégoire XII et avec lui les ambassadeurs de Charles VI (le patriarche d'Alexandrie, Simon de Cramaud, l'archevêque de Tours, Ameil du Breuil, et l'évêque de Meaux, Pierre Fresnel). Il fait plusieurs fois l'aller-retour entre Lucques et Porto Venere pour porter des messages. Mais sur ces entrefaites il apprend d'un membre de la famille lucquoise Rapondi qu'il y a à Sienne un moine lombard disposant du moyen de guérir Charles VI. Salmon s'y rend et trouve le moine détenu en prison, accusé de magie. Ayant obtenu de lui parler, il apprend de lui que Francesco Barbarava, le régent de Milan, a en sa possession « une ymage d'argent, qui avoit esté faicte pour tenir le Roy en subjection ; laquelle ymage ledit François avoit en garde de par le duc de Milan ». Il écrit alors au duc de Berry qu'il a trouvé un homme capable de guérir le roi, que d'autre part il peut aussi lui procurer deux ouvriers très habiles en marqueterie, mais que tout ça suppose que le duc lui ouvre, chez Jean Sac, son banquier génois, un crédit illimité. Le duc lui fait répondre qu'il n'a qu'à avancer l'argent, il sera remboursé intégralement à son retour.
En attendant, Salmon essaie de savoir où se trouve alors Francesco Barbarava : il est prisonnier du condottiere Facino Cane. Il raconte qu'il a un ami très lié à ce dernier qui obtient de pouvoir rencontrer Barbarava, et lui rapporte une lettre écrite par le prisonnier ; mais rien n'est dit du contenu de la lettre. Rentrant en France, il se voit confier une lettre du cardinal de Saint-Ange, collaborateur de Grégoire XII, et obtient péniblement que Benoît XIII réponde à la lettre qu'il lui a transmise.  
Il arrive à Paris le 21 mai 1408, mais le 2 juin, jour de la Pentecôte, on lui commande de se rendre au palais alors qu'il va à la messe, et il y est arrêté et conduit dans la forteresse du Louvre : on vient de recevoir (le 14 mai) les bulles d'excommunication de Benoît XIII en cas de soustraction d'obédience, et l'exaspération est à son comble ; tous ceux que l'on soupçonne d'entente avec ce pape ont tout à craindre. Il reste emprisonné dans la forteresse jusqu'en septembre, et n'est finalement libéré que sur intervention du roi. Aussitôt libre, il décide de s'éloigner de Paris, où les esprits sont surchauffés, et ayant obtenu du roi un sauf-conduit daté du 4 octobre, il se réfugie à Avignon, où il arrive à la fin du mois. Là, le 31 octobre, en prière dans la chapelle de Saint-Pierre-de-Luxembourg, il est gratifié d'une troisième apparition du moine blanc. Salmon insère ensuite dans son récit une série de lettres qui montrent sa proximité avec le duc de Bourgogne, Jean sans Peur.
En août 1409, Salmon quitte Avignon pour se rendre à Pise, où se trouve le troisième pape qui vient d'être élu, Alexandre V. Après une audience accordée par le pontife, il se met en quête d'un certain maître Hélie, qui paraît-il aurait un moyen lui aussi de guérir le roi. Il le trouve, mais l'homme hésite à l'accompagner. Salmon se dépêche alors de rentrer à Paris, où il arrive le 29 septembre. Par ordre du roi, il fait rapport de sa mission au duc de Bourgogne Jean sans Peur. Celui-ci écrit au pape Alexandre V pour le remercier de ses bons procédés et lui demander de lui envoyer au plus tôt ce maître Hélie. C'est sur cette lettre que se termine abruptement le texte du « manuscrit de Paris ».
On apprend dans les registres du Parlement de Paris (à propos d'un procès de février-mars 1411) que « Salmon dit Pierre Fruictier » avait reçu du pape Benoît XIII une prébende de chanoine à Tournai, mais qu'elle lui fut contestée parce qu'il n'était pas clerc, et que finalement il y renonça en 1410 au profit d'un autre candidat choisi par le roi. En 1411, Salmon demande congé au roi, manifestant la volonté de se retirer du monde. Mais il ne semble pas qu'il ait mis ce projet à exécution. En mars 1417, il figure dans l'inventaire des biens du duc de Berry, mort l'année précédente, se faisant restituer un volume contenant une traduction française de la Cité de Dieu, qu'il avait prêté à ce prince. Le 14 mars 1425 (n. st.), un « Petrus Salomon », secrétaire de Jean de la Rochetaillée, archevêque de Rouen, achète un volume à Florence et y inscrit une note.           

## Éditions
Le texte du manuscrit de Paris a fait l'objet d'une étude minutieuse de Pierre-Charles Levesque dans ses Notices et extraits des manuscrits, etc., t. V (Paris, an VII, in-4). Il y eut une première édition de la troisième partie du texte par Jean Alexandre Buchon dans sa Collection des chroniques nationales françaises, à la suite de la Chronique de Jean Froissart, avec la notice de Levesque (t. 15, chez Verdière et Carez, 1826). Ensuite, les première et troisième parties furent éditées par Georges-Adrien Crapelet (Paris, 1833, avec des notes historiques, et dix planches et fac-similé).